# دان ووكر
دان ووكر (بالإنجليزية: Dan Walker)‏ هو ضابط أمريكي، ولد في 6 أغسطس 1922 في واشنطن العاصمة في الولايات المتحدة، وتوفي في 29 أبريل 2015 في تشولا فيستا في الولايات المتحدة بسبب قصور القلب.

## وصلات خارجية
- دان ووكر على موقع إن إن دي بي (الإنجليزية)